# Min Dong kineski (jezik)
Min Dong kineski jezik (ISO 639-3: cdo), jedan od predstavnika kineskog makrojezika kojim govori oko 9 134 060 ljudi, poglavito u Kini 8 820 000 (2000), nadalje 7 060 Brunej (2006), 20 000 Indonezija (1982), 252 000 Malezija (poluotok) (2004), 34 200 u Singapuru (2000), Tajland, i 800 u SAD-u (2000 popis). Pripada kineskoj skupini sinotibetskih jezika
Etnički su u Kini klasificirani u nacionalnost Han. U Kini se govori uglavnom u Fujianu.

## Vanjske poveznice
- Ethnologue (14th)
- Ethnologue (15th)